# Asymbolus rubiginosus
Asymbolus rubiginosus és una espècie de peix de la família dels esciliorrínids i de l'ordre dels carcariniformes.

## Morfologia
- Els mascles poden assolir 39,3 cm de longitud total.[4]

## Hàbitat
És un peix marí de clima subtropical que viu entre 25-540 m de fondària.

## Reproducció
És ovípar.

## Distribució geogràfica
Es troba a Austràlia.